# Kanberhüyüğü, Tarsus
Kanberhüyüğü là một xã thuộc huyện Tarsus, tỉnh Mersin, Thổ Nhĩ Kỳ. Dân số thời điểm năm 2011 là 524 người.